# Asparagmia nebulosalis
Asparagmia nebulosalis är en fjärilsart som beskrevs av Paul Dognin 1903. Asparagmia nebulosalis ingår i släktet Asparagmia och familjen Crambidae. Inga underarter finns listade i Catalogue of Life.